# Trimetoprim
Trímetoprím je sintetični antibiotik, ki zavira prehod dihidrofolne kisline v tetrahidrofolno kislino in se uporablja zlasti za zdravljenje nezapletenih okužb sečil. Zaradi pogostega pojava proti trimetoprimu odpornih bakterij se le redko uporablja samostojno; običajno se uporablja v kombinaciji s sulfonamidi (npr. sulfametoksazolom). Kombinirano zdravilo trimetoprima in sulfametoksazola se imenuje kotrimoksazol.

## Mehanizem delovanja
Trimetoprim deluje kot folatni antagonist; molekula učinkovine je podobna pteridinski enoti folata, zaradi česar tekmuje z dihidrofolatom folatom za vezavo na encim dihidrofolat-reduktaza, ki katalizira pretvorbo dihidrofolata v tetrahidrofolat. Trimetoprim deluje bakteriostatično. Kombinacija s sulfametoksazolom deluje sinergistično, saj sulfonamidni antibiotiki prav tako zavirajo sintezo tetrahidrofolne kisline, vendar na eni stopnji prej kot trimetoprim; tekmujejo namreč s p-aminobenzojsko kislino za vezavo na encim dihidropteroat-sintetaza, pri čemer se sicer normalno tvori dihidrofolat.

## Indikacije
Trimetoprim je praviloma učinkovit proti bakterijam, ki povzročajo okužbe sečil, v kombinaciji z drugimi zdravili pa se uporablja tudi pri zdravljenju nekaterih vrst pljučnice. Uporablja se tudi za zdravljenje "potovalne" driske. Sam trimetoprim ali v obliki kotrimoksazola je učinkovit proti širokemu spektru grampozitivnih (vključno z nekaterimi proti meticilinu odpornimi sevi S. aureus) in gramnegativnih bakterij, vendar ni učinkovit proti anaerobom ter bakterijam Treponema pallidum, Mycobacterium tuberculosis, Mycoplasma in Pseudomonas aeruginosa. Številni enterokoki, enterobakterije in sevi Streptococcus pneumoniae so razvili odpornost. Učinkovini sta eni redkih, ki učinkujejo pri kroničnem bakterijskem prostatitisu (vnetju obsečnice), vendar kljub temu le majhen delež bolnikov popolnoma ozdravi. Kotrimoksazol se uporablja tudi kot preventiva pri ponavljajočih se okužbah sečil pri ženskah in otrocih. Prav tako je zdravilo izbora pri pljučnici, ki jo povzroča Pneumocystis jiroveci ter za reprečevanje akterijskih okužb pri rakavih bolnikih in bolnikih, okuženih s HIV-om.

## Neželeni učinki
Trimetoprim povzroča podobne neželene učinke kot sulfonamidni antibiotiki. Najpogosteje se pojavijo siljenje na bruhanje, bruhanje in izpuščaj. Pride lahko tudi do pomanjkanja folne kisline, ki povzroči makrocitno anemijo. Pri bolnikih, okuženih s HIV-om, se neželeni učinki pojavljajo pogosteje, zlasti vročina, izpuščaj in nevtropenija.